# PSRC1
PSRC1‏ (Proline and serine rich coiled-coil 1) هوَ بروتين يُشَفر بواسطة جين PSRC1 في الإنسان.